# البويطية (دير الزور)
البويطية قرية سورية تتبع ناحية التبني في منطقة مركز دير الزور في محافظة دير الزور. بلغ عدد سكانها 1748 نسمة في عام 2004 حسب إحصاء المكتب المركزي للإحصاء.